# 勒梅鎮區 (密蘇里州聖路易斯縣)
勒梅鎮區（英語：Lemay Township）是位於美國密蘇里州聖路易斯縣的一個行政鎮區。

## 地方資料
勒梅鎮區的面積為29.63平方千米，當中陸地面積為27.61平方千米，而水域面積為2.02平方千米。根據2020年美國人口普查的數據，當地共有人口35422人，而人口密度為每平方千米1,195.48人。